# Olympische Sommerspiele 2020/Teilnehmer (Trinidad und Tobago)
| Gelbes Symbol für Goldmedaillen mit stilisierten Olympischen Ringen | Graues Symbol für Silbermedaillen mit stilisierten Olympischen Ringen | Braundes Symbol für Bronzemedaillen mit stilisierten Olympischen Ringen |
| ------------------------------------------------------------------- | --------------------------------------------------------------------- | ----------------------------------------------------------------------- |
| —                                                                   | —                                                                     | —                                                                       |

Trinidad und Tobago nahm an den Olympischen Spielen 2020 in Tokio mit 27 Sportlern in sieben Sportarten teil. Es war die insgesamt 18. Teilnahme an Olympischen Sommerspielen.

## Teilnehmer nach Sportarten

### Boxen
| Athleten     | Wettbewerb              | 1. Runde  | 1. Runde | Achtelfinale  | Achtelfinale  | Viertelfinale | Viertelfinale | Halbfinale    | Halbfinale    | Finale        | Finale        | Rang |
| Athleten     | Wettbewerb              | Gegner    | Ergebnis | Gegner        | Ergebnis      | Gegner        | Ergebnis      | Gegner        | Ergebnis      | Gegner        | Ergebnis      | Rang |
| ------------ | ----------------------- | --------- | -------- | ------------- | ------------- | ------------- | ------------- | ------------- | ------------- | ------------- | ------------- | ---- |
| Männer       |                         |           |          |               |               |               |               |               |               |               |               |      |
| Aaron Prince | Mittelgewicht bis 75 kg | A. Csemez | 0:4      | ausgeschieden | ausgeschieden | ausgeschieden | ausgeschieden | ausgeschieden | ausgeschieden | ausgeschieden | ausgeschieden | 17   |

### Judo
| Athleten       | Wettbewerb | 1. Runde    | 1. Runde | 2. Runde | 2. Runde | Achtelfinale  | Achtelfinale  | Viertelfinale | Viertelfinale | Halbfinale / Trostrunde | Halbfinale / Trostrunde | Finale / Platz 3 | Finale / Platz 3 | Rang |
| Athleten       | Wettbewerb | Gegner      | Ergebnis | Gegner   | Ergebnis | Gegner        | Ergebnis      | Gegner        | Ergebnis      | Gegner                  | Ergebnis                | Gegner           | Ergebnis         | Rang |
| -------------- | ---------- | ----------- | -------- | -------- | -------- | ------------- | ------------- | ------------- | ------------- | ----------------------- | ----------------------- | ---------------- | ---------------- | ---- |
| Frauen         |            |             |          |          |          |               |               |               |               |                         |                         |                  |                  |      |
| Gabriella Wood | über 78 kg | M. Sluzkaja | 0:10     | —        | —        | ausgeschieden | ausgeschieden | ausgeschieden | ausgeschieden | ausgeschieden           | ausgeschieden           | ausgeschieden    | ausgeschieden    | 17   |

### Leichtathletik
Laufen und Gehen 
| Athleten                                                         | Wettbewerb   | Runde 1     | Runde 1 | Halbfinale    | Halbfinale    | Finale        | Finale        | Rang          |
| Athleten                                                         | Wettbewerb   | Zeit        | Rang    | Zeit          | Rang          | Zeit          | Rang          | Rang          |
| ---------------------------------------------------------------- | ------------ | ----------- | ------- | ------------- | ------------- | ------------- | ------------- | ------------- |
| Frauen                                                           |              |             |         |               |               |               |               |               |
| Michelle-Lee Ahye                                                | 100 m        | 11,06 s     | 1       | 11,00 s       | 3             | ausgeschieden | ausgeschieden | ausgeschieden |
| Kelly-Ann Baptiste                                               | 100 m        | 11,48 s     | 6       | ausgeschieden | ausgeschieden | ausgeschieden | ausgeschieden | ausgeschieden |
| Sparkle McKnight                                                 | 400 m Hürden | DNS         | DNS     | ausgeschieden | ausgeschieden | ausgeschieden | ausgeschieden | ausgeschieden |
| Khalifa St. Fort Michelle-Lee Ahye Kai Selvon Kelly-Ann Baptiste | 4 × 100 m    | 43,62 s     | 8       | —             | —             | ausgeschieden | ausgeschieden | ausgeschieden |
| Männer                                                           |              |             |         |               |               |               |               |               |
| Kyle Greaux                                                      | 200 m        | 20,77 s     | 4       | ausgeschieden | ausgeschieden | ausgeschieden | ausgeschieden | ausgeschieden |
| Jereem Richards                                                  | 200 m        | 20,52 s     | 1       | 20,10 s       | 3             | 20,39 s       | 8             | 8             |
| Machel Cedenio                                                   | 400 m        | 46,56 s     | 3       | 45,86 s       | 6             | ausgeschieden | ausgeschieden | ausgeschieden |
| Deon Lendore                                                     | 400 m        | 45,14 s     | 2       | 44,93 s       | 4             | ausgeschieden | ausgeschieden | ausgeschieden |
| Dwight St. Hillaire                                              | 400 m        | 45,41 s     | 4       | 45,58 s       | 7             | ausgeschieden | ausgeschieden | ausgeschieden |
| Kion Benjamin Eric Harrison Jr. Akanni Hislop Richard Thompson   | 4 × 100 m    | 38,63 s     | 6       | —             | —             | ausgeschieden | ausgeschieden | ausgeschieden |
| Machel Cedenio Deon Lendore Jereem Richards Dwight St. Hillaire  | 4 × 400 m    | 2:58,60 min | 2       | —             | —             | 3:00,85 min   | 8             | 8             |

Springen und Werfen
| Athleten         | Wettbewerb  | Qualifikation | Qualifikation | Finale        | Finale        | Rang          |
| Athleten         | Wettbewerb  | Weite/Höhe    | Rang          | Weite/Höhe    | Rang          | Rang          |
| ---------------- | ----------- | ------------- | ------------- | ------------- | ------------- | ------------- |
| Frauen           |             |               |               |               |               |               |
| Tyra Gittens     | Weitsprung  | 6,72 m        | 9             | 6,60 m        | 10            | 10            |
| Portious Warren  | Kugelstoßen | 18,75 m       | 9             | 18,32 m       | 11            | 11            |
| Männer           |             |               |               |               |               |               |
| Andwuelle Wright | Weitsprung  | DNS           | DNS           | ausgeschieden | ausgeschieden | ausgeschieden |
| Keshorn Walcott  | Speerwurf   | 79,33         | 16            | ausgeschieden | ausgeschieden | 16            |

### Radsport

#### Straße
| Athleten        | Wettbewerb    | Zeit | Rang |
| --------------- | ------------- | ---- | ---- |
| Frauen          |               |      |      |
| Teniel Campbell | Straßenrennen | DNF  | –    |

#### Bahn
| Athleten      | Wettbewerb | Qualifikation | Qualifikation | Finals | Finals        | Rang |
| Athleten      | Wettbewerb | Zeit          | Rang          | Zeit   | Rang          | Rang |
| ------------- | ---------- | ------------- | ------------- | ------ | ------------- | ---- |
| Männer        |            |               |               |        |               |      |
| Kwesi Browne  | Sprint     | 9,966 s       | 30            |        | ausgeschieden | 30   |
| Nicholas Paul | Sprint     | 9,316 s       | 4             |        | 6             | 6    |
| Kwesi Browne  | Keirin     |               |               |        | 5 (B-Finale)  | 9    |
| Nicholas Paul | Keirin     |               |               |        |               | 12   |

### Rudern
| Athleten    | Wettbewerb | Vorlauf     | Vorlauf | Vorlauf       | Hoffnungslauf | Hoffnungslauf | Hoffnungslauf | Viertelfinale | Viertelfinale | Viertelfinale  | Halbfinale  | Halbfinale | Halbfinale    | Finale      | Finale | Rang |
| Athleten    | Wettbewerb | Zeit        | Platz   | Qualifikation | Zeit          | Platz         | Qualifikation | Zeit          | Platz         | Qualifikation  | Zeit        | Platz      | Qualifikation | Zeit        | Platz  | Rang |
| ----------- | ---------- | ----------- | ------- | ------------- | ------------- | ------------- | ------------- | ------------- | ------------- | -------------- | ----------- | ---------- | ------------- | ----------- | ------ | ---- |
| Frauen      |            |             |         |               |               |               |               |               |               |                |             |            |               |             |        |      |
| Felice Chow | Einer      | 8:02,02 min | 4       | Hoffnungslauf | 8:15,94 min   | 1             | Viertelfinale | 8:21,23 min   | 5             | Halbfinale C/D | 7:45,14 min | 4          | Finale D      | 7:48,06 min | 1      | 19   |

### Schwimmen
| Athleten          | Wettbewerb          | Vorlauf | Vorlauf | Halbfinale    | Halbfinale    | Finale        | Finale        | Rang |
| Athleten          | Wettbewerb          | Zeit    | Rang    | Zeit          | Rang          | Zeit          | Rang          | Rang |
| ----------------- | ------------------- | ------- | ------- | ------------- | ------------- | ------------- | ------------- | ---- |
| Frauen            |                     |         |         |               |               |               |               |      |
| Cherelle Thompson | 50 m Freistil       | 26,19 s | 41      | ausgeschieden | ausgeschieden | ausgeschieden | ausgeschieden | 41   |
| Männer            |                     |         |         |               |               |               |               |      |
| Dylan Carter      | 50 m Freistil       | 22,46 s | 33      | ausgeschieden | ausgeschieden | ausgeschieden | ausgeschieden | 33   |
| Dylan Carter      | 100 m Freistil      | 48,66 s | 22      | ausgeschieden | ausgeschieden | ausgeschieden | ausgeschieden | 22   |
| Dylan Carter      | 100 m Rücken        | 54,82 s | 32      | ausgeschieden | ausgeschieden | ausgeschieden | ausgeschieden | 32   |
| Dylan Carter      | 100 m Schmetterling | 52,36 s | 33      | ausgeschieden | ausgeschieden | ausgeschieden | ausgeschieden | 33   |

### Segeln
| Athleten     | Wettbewerb | Qualifikation | Qualifikation | Medal Race    | Medal Race    | Punkte | Rang |
| Athleten     | Wettbewerb | Punkte        | Rang          | Punkte        | Rang          | Punkte | Rang |
| ------------ | ---------- | ------------- | ------------- | ------------- | ------------- | ------ | ---- |
| Männer       |            |               |               |               |               |        |      |
| Andrew Lewis | Laser      | 203           | 29            | ausgeschieden | ausgeschieden | 203    | 29   |